# Garibaldi-Denkmal (Taganrog)

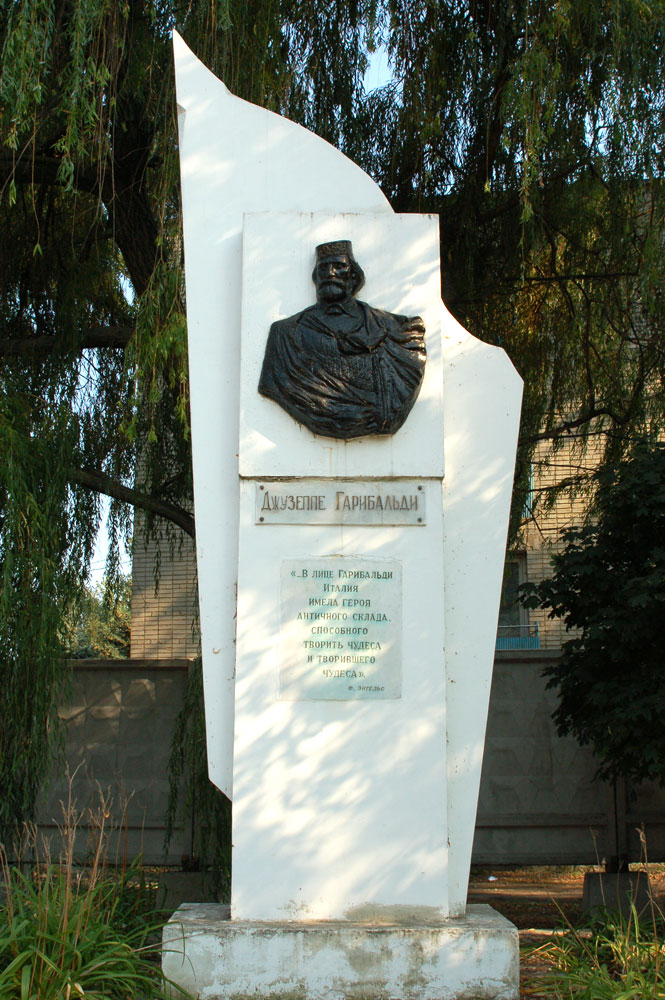
Garibaldi-Denkmal in Taganrog im Jahr 2006

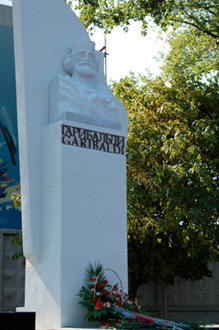
Garibaldi-Denkmal in Taganrog im Jahr 2007

Das Garibaldi-Denkmal in der Stadt Taganrog ist das einzige Denkmal für den italienischen Nationalhelden Giuseppe Garibaldi in Russland.
Der Obelisk ist fünf Meter hoch und stellt eine flatternde Fahne dar. Die Inschrift an der hinteren Seite lautet: „1833 schwor Giuseppe Garibaldi einen Eid, sein Leben der Befreiung und Vereinigung seines Vaterlandes – Italien - zu widmen. Unter der Führung des Nationalhelden Giuseppe Garibaldi wurde das Land befreit und vereinigt.“ Die Inschrift an der Vorderseite lautet: „In der Person Garibaldis hatte Italien einen Helden antiker Gestalt, der fähig war Wunder zu tun, und er tat auch Wunder. (Friedrich Engels)“

## Geschichte
In der ersten Hälfte des 19. Jahrhunderts galt Taganrog mit Recht als eine der größten Hafenstädte Russlands. Hunderte von Schiffen aus vielen europäischen Häfen kamen hierher. Der Stadtname Taganrog war unter den Kauf- und Seeleuten aus Liverpool, Bristol, Lissabon, Marseille, Genua, Livorno und anderen Häfen der ganzen Welt bekannt.
Giuseppe Garibaldi entstammte einer Seemannsfamilie und wuchs am Meer auf. Nachdem er 1832 Kapitän eines Kaufmannsschiffes wurde, besuchte er mit seinem Schoner Clorinda viele Häfen, aber auch mehrmals Taganrog. Es ist sogar dokumentiert, dass er hier eine Geldstrafe wegen Zigarren-Schmuggels zahlen musste. Im April 1833 erlebte Garibaldi einen ganz besonderen Tag, als sein Schiff, beladen mit Orangen, zehn Tage im Hafen liegen sollte. Aus diesem Grund hatte der junge Kapitän genug Zeit sich die Stadt anzusehen, die Taganroger Italiener zu besuchen und die Nächte in den billigen Kneipen zu verbringen. In solch einer Kneipe traf er den politischen Immigranten und Mitglied der geheimen Bewegung (La Giovine Italia) Giovanni Battista Cuneo aus Oneglia. Später beschrieb er dieses Treffen so: „In allen Situationen meines Lebens habe ich Menschen und Bücher in Bezug auf die Wiederbelebung Italiens um Rat gefragt, aber bis ich 24 Jahre alt war, waren alle meine Anstrengungen umsonst. Schließlich habe ich in Taganrog einen Ligurier getroffen, und der war der einzige, der mich auf den realen Stand der Dinge aufmerksam machte. Selbst Columbus, als er Amerika entdeckt hatte, konnte nicht glücklicher sein, als ich unter den Leuten, die ihr Leben der Befreiung ihrer Heimat gewidmet haben.“ In Taganrog schloss sich Giuseppe Garibaldi der Gesellschaft „Junges Italien“ an und schwor einen Eid, dass er sein Leben dem Kampf für die Befreiung seines Vaterlandes von der österreichischen Besatzung widmen wird.
Taganrog zollte dem Aufenthalt des italienischen Nationalhelden seine Anerkennung: eine der Straßen im historischen Zentrum der Stadt trägt seinen Namen (Ulitza Garibaldi), und nicht weit vom Hafen, wo einst sein Schoner Clorinda vor Anker lag, wurde ihm zu Ehren ein Obelisk errichtet.
Das Denkmal zum Andenken an Garibaldis Besuch in Taganrog wurde anlässlich des hundertjährigen Jubiläums des italienischen Risorgimento am 2. Juni 1961 eingeweiht. Der einheimische Maler Jakowenko hat das Denkmalprojekt entworfen. Das Basisrelief (das Profil des Helden und der Palmenzweig) hat der Künstler Baranov geschaffen. 1986 wurde das Basisrelief aus technischen Gründen durch das neue von David Begalow ersetzt.
Koordinaten: 47° 12′ 28,3″ N, 38° 56′ 58,8″ O